# Teodoro Ghisi
Teodoro Ghisi (* 1536 in Mantua; † 9. September 1601 ebendort) auch bekannt als Teodoro Mantuano war ein italienischer Maler und Kupferstecher der Renaissance, der hauptsächlich in seiner Heimatstadt Mantua tätig war. Er hatte sich auf Tier- und Naturdarstellungen spezialisiert.

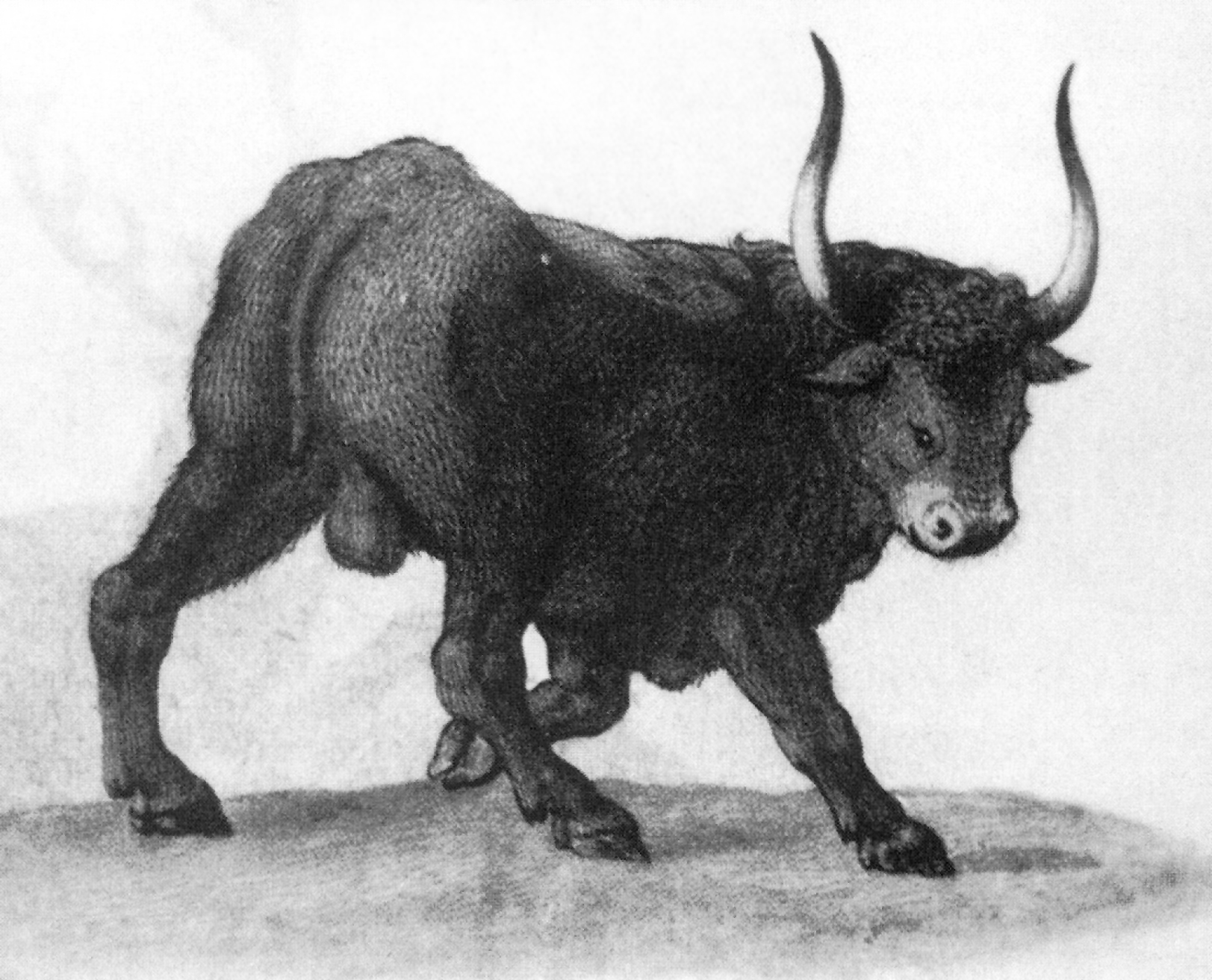
Auerochse, wie Ghisi ihn sich vorstellte, obwohl wesentliche Merkmale abweichen

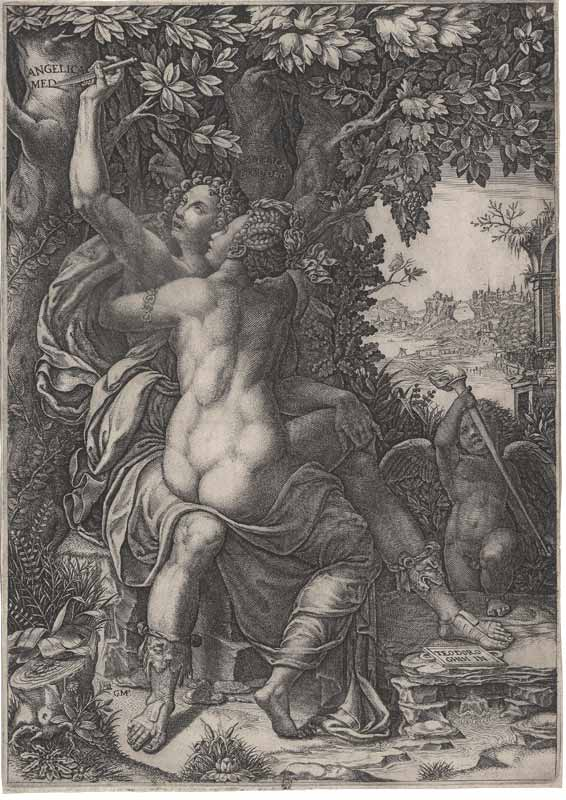
Kupferstich von Giorgio Ghisi, nach einer Zeichnung seines Bruders Teodoro Ghisi, Angelika und Medoro, 1570

Teodoro Ghisi, Sohn von Ludovico Ghisi, einem Kaufmann aus Parma, und Bruder von Giorgio, erhielt seine Ausbildung bei Giulio Romano und gilt als sein begabtester Schüler.
Teodoro war vor allem für seine Zeichnungen und Illustrationen von Tieren bekannt. Sein Bruder Giorgio Ghisi war ein berühmter Kupferstecher. Unter den Herzögen Guglielmo Gonzaga und Vincenzo I.
war er Verwalter der herzoglichen Sommerresidenz, des Palazzo del Te in Mantua. Die umfangreiche naturwissenschaftliche Sammlung des Herzogs lockte 1571 Ulisse Aldrovandi an, für den er einige Tierbilder schuf, darunter zwei Papageien. Etwa zur gleichen Zeit fertigte er die Entwürfe für Giorgios Stiche Venus und Adonis sowie Angelika und Medoro an. 1576 kauften er und Giorgio ein Haus in Mantua. Zwischen 1579 und 1581 beteiligte er sich an der Ausschmückung der Galleria dei Mesi im Palazzo Ducale und arbeitete wahrscheinlich mit Lorenzo Costa dem Jüngeren in der Sala dello Zodiaco.
Um 1579 schuf er eine Heimsuchung für die Kathedrale von Carpi, und 1586–1587 arbeitete er im Palazzo di Goito (zerstört). Von 1587 bis 1590 war er Hofmaler von Guglielmo Gonzagas Schwager Erzherzog Karl II. von Österreich (1564–590) in Seckau und Graz, wo er das Altarbild Symbolum apostolorum (1588; Alte Galerie Graz) malte, das das Apostolische Glaubensbekenntnis (Erschaffung Evas und 11 kleine Szenen) zeigt. 1589 erhielt er vom Erzherzog eine lebenslange Pension, kehrte aber 1590 nach Mantua zurück.
Dort schmückte er zusammen mit Ippolito Andreasi die Kathedrale für den Bischof Francesco Gonzaga mit Fresken, die dem Diktat der Gegenreformation entsprachen. Die Tiersymbole der Evangelisten bezeugen Teodoros anhaltendes Interesse an der Natur. Diesem Interesse frönte er auch in seinen Illustrationen zu Pietro Candido Decembrios De animantium naturis, die im Allgemeinen eher realistisch als phantasievoll sind-